# Pleckhausen
Pleckhausen település Németországban, Rajna-vidék-Pfalz tartományban. Lakosainak száma 832 fő (2023. december 31.).

## Népesség
A település népességének változása:
| Lakosok száma | 499  | 791  | 816  | 810  | 822  | 832  |
|               | 1975 | 2017 | 2019 | 2021 | 2022 | 2023 |